# عضلة مبعدة لخنصر اليد
في تشريح الإنسان العضلة المبعدة لخنصر اليد (بالإنجليزية: abductor digiti minimi أو abductor minimi digiti أو abductor digiti quinti أو ADM )‏ هي عضلة هيكلية تقع على حافة عظم الزند مع راحة اليد، وهي تُشكّل الحافة الزندية لراحة اليد.
شكلها الشبيه بالمغزل يحدد شكل إلية راحة اليد معا مع الجلد، والنسيج ضام، والدهن المحيط بها، ووظيفتها الرئيسية تبعيد (بالإنجليزية:  abduction)‏ الخنصر بعيداً عن باقي الأصابع.

## معرض الصور

Transverse section across the wrist and digits.
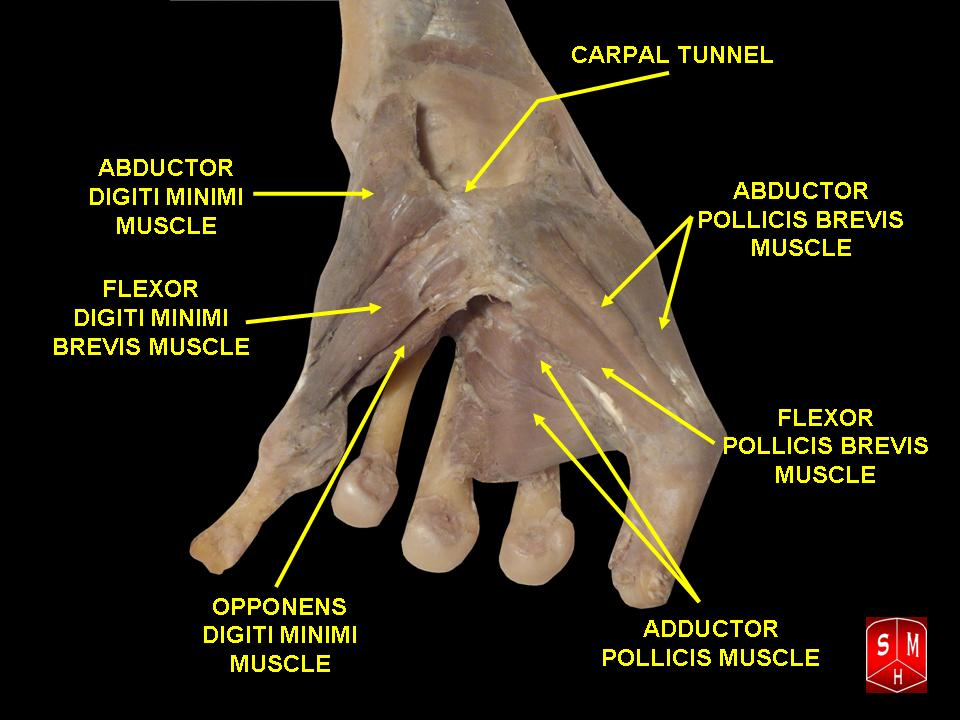
Abductor digiti minimi muscle
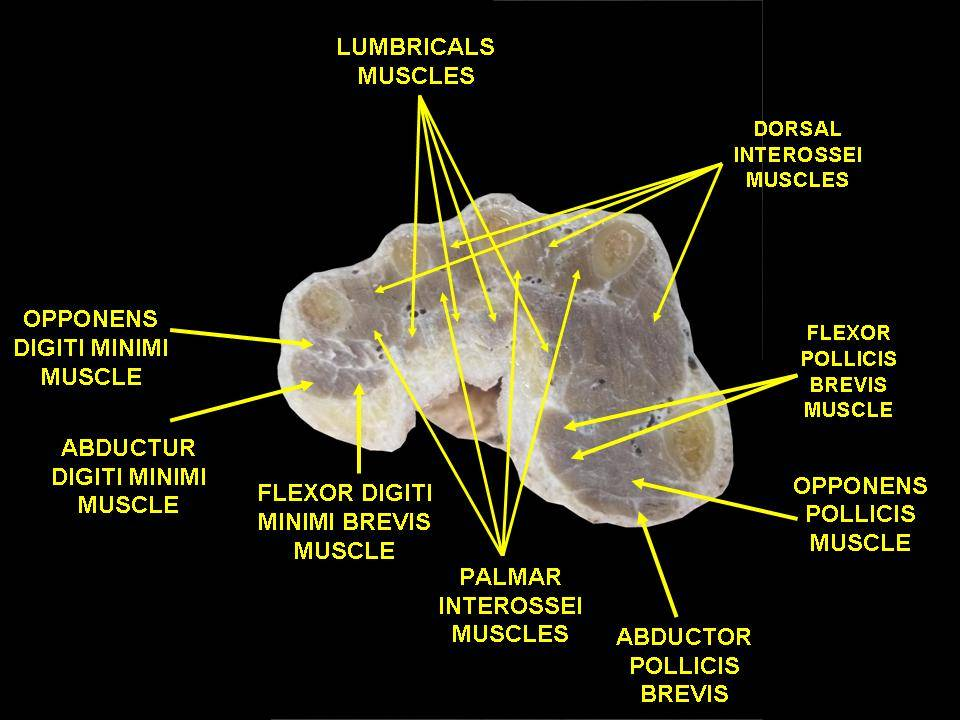
Muscles of hand. Cross section.